# Sons of Africa
Sons of Africa est un mouvement antiesclavagiste britannique de la fin du XVIIIe siècle. Cette "société correspondante" a été qualifiée de première organisation politique noire de Grande-Bretagne. Ses membres sont des Africains éduqués à Londres, dont des hommes anciennement réduits en esclavage comme Quobna Ottobah Cugoano et Olaudah Equiano ainsi que d'autres membres importants de la communauté noire de Londres .
Elle est étroitement liée à la Society for Effecting the Abolition of the Slave Trade, un groupe non confessionnel fondé en 1787, dont Thomas Clarkson fait partie.

## Histoire

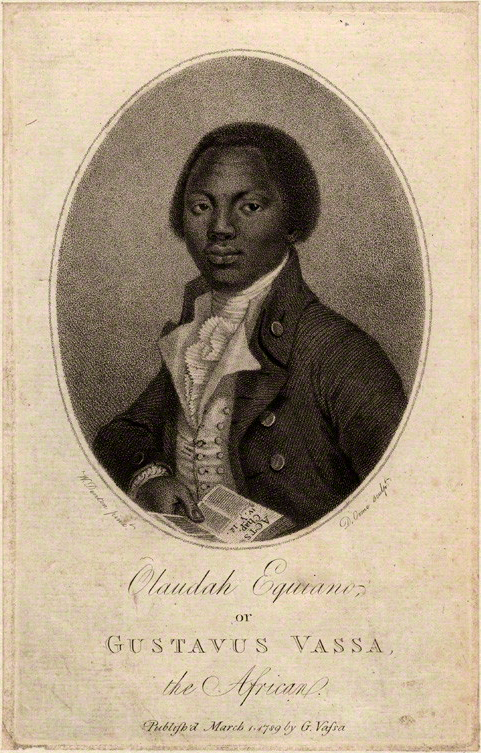
Olaudah Equiano, autrement dit "Gustavus Vassa", par Daniel Orme, d'après W. Denton, Londres 1789

En Grande-Bretagne, à la fin du XVIIIe siècle, des groupes s'organisent pour mettre fin à la traite des esclaves et finalement abolir l'esclavage. Les quakers sont déjà actifs sur cette question. Un nouveau groupe se constitue, les Sons of Africa, composé d'Africains qui ont été libérés de l'esclavage et vivent à Londres, comme Quobna Ottobah Cugoano et Olaudah Equiano. Beaucoup d'entre eux ont été éduqués et utilisent leur alphabétisation pour adresser des pétitions au Parlement sur ces questions, ainsi que pour écrire aux journaux et prendre la parole lors de conférences. Ils sont alliés à la toute nouvelle Society for Effecting the Abolition of the Slave Trade (Société pour l'abolition de la traite des esclaves) de 1787, comprenant à la fois des quakers et des anglicans, dont Thomas Clarkson. Les Fils d'Afrique le désignent comme « notre ami constant et généreux ».
Equiano a appris l'existence du procès pour réclamation d'assurance de 1783 lié au massacre du Zong et a contacté l'abolitionniste Granville Sharp, qui a contribué à attirer l'attention du public sur cette affaire. Le groupe a tenu des réunions publiques pour faire des conférences sur l'esclavage en Angleterre, Écosse et Irlande. Ils ont écrit des lettres, par exemple au député Sir William Dolben et des campagnes de pétition qui sont présentés au Prince de Galles et la reine Charlotte. Ils envoient souvent aux journaux des lettres s'opposant à l'esclavage et décrivant en détail les conditions du passage du milieu, afin de susciter le débat. Peu après sa correspondance avec eux et une visite pour voir un navire négrier en train d'être équipé, Dolben a proposé un projet de loi parlementaire pour améliorer les conditions sur les navires négriers. Le Dolben Act de 1788 est la première loi adoptée pour réglementer le commerce d'esclaves, établissant des normes sur le nombre d'esclaves pouvant être transportés en fonction de la taille du navire .
Olaudah Equiano a également conduit des délégations des Fils d'Afrique au Parlement pour persuader les députés d'abolir le commerce triangulaire. Cet objectif est atteint grâce au Slave Trade Act 1807, qui s'applique à toutes les colonies, à l'exception de celles de l'Inde, où l'esclavage fait partie de la culture indienne. La législation comprenait des dispositions permettant à la Grande-Bretagne d'utiliser la force navale pour faire appliquer la loi, et elle a commencé à intercepter les navires négriers illégaux au large des côtes africaines. Les Sons of Africa ont continué à œuvrer pour l'abolition de l'esclavage dans les colonies britanniques.

## Membres
La composition du groupe varie, il comprend notamment :
- Olaudah Equiano
- Quobna Ottobah Cugoano (qui signait souvent sous le nom de John Stuart)
- George Mandeville
- William Stevens
- Joseph Almze
- Boughwa Gegansmel
- Jasper Goree
- James Bailey
- Thomas Oxford
- John Adams
- George Wallace
- John Christopher
- Thomas Jones
- Thomas Carlisle[1]
- Daniel Christopher[1]